# (20026) 1992 EP11
1992 EP11 (asteroide n.º 20026) es un asteroide del cinturón principal. Posee una excentricidad de 0,03500560 y un inclinación de 2,72994º.
Este asteroide fue descubierto el 6 de marzo de 1992 por UESAC en La Silla.